# Tecomeae
Tecomeae es una tribu con 45 géneros de árboles pertenecientes a la familia Bignoniaceae. El género tipo es: Tecoma Juss.

## Géneros
Argylia - Astianthus - Campsidium - Campsis - Catalpa - Catophractes - Chilopsis - Cybistax - Delostoma - Deplanchea - Digomphia - Dinklageodoxa - Dolichandrone - Ekmanianthe - Fernandoa - Godmania - Handroanthus - Haplophragma - Heterophragma - Incarvillea - Jacaranda - Lamiodendron - Markhamia - Neosepicaea - Newbouldia - Pajanelia - Pandorea - Paratecoma - Pauldopia - Perianthomega - Perichlaena - Podranea - Radermachera - Rhigozum - Romeroa - Santisukia - Sparattosperma - Spathodea - Spirotecoma - Stereospermum - Tabebuia - Tecoma - Tecomanthe - Tecomella - Zeyheria